# Bir Schamscher Jang Bahadur Rana

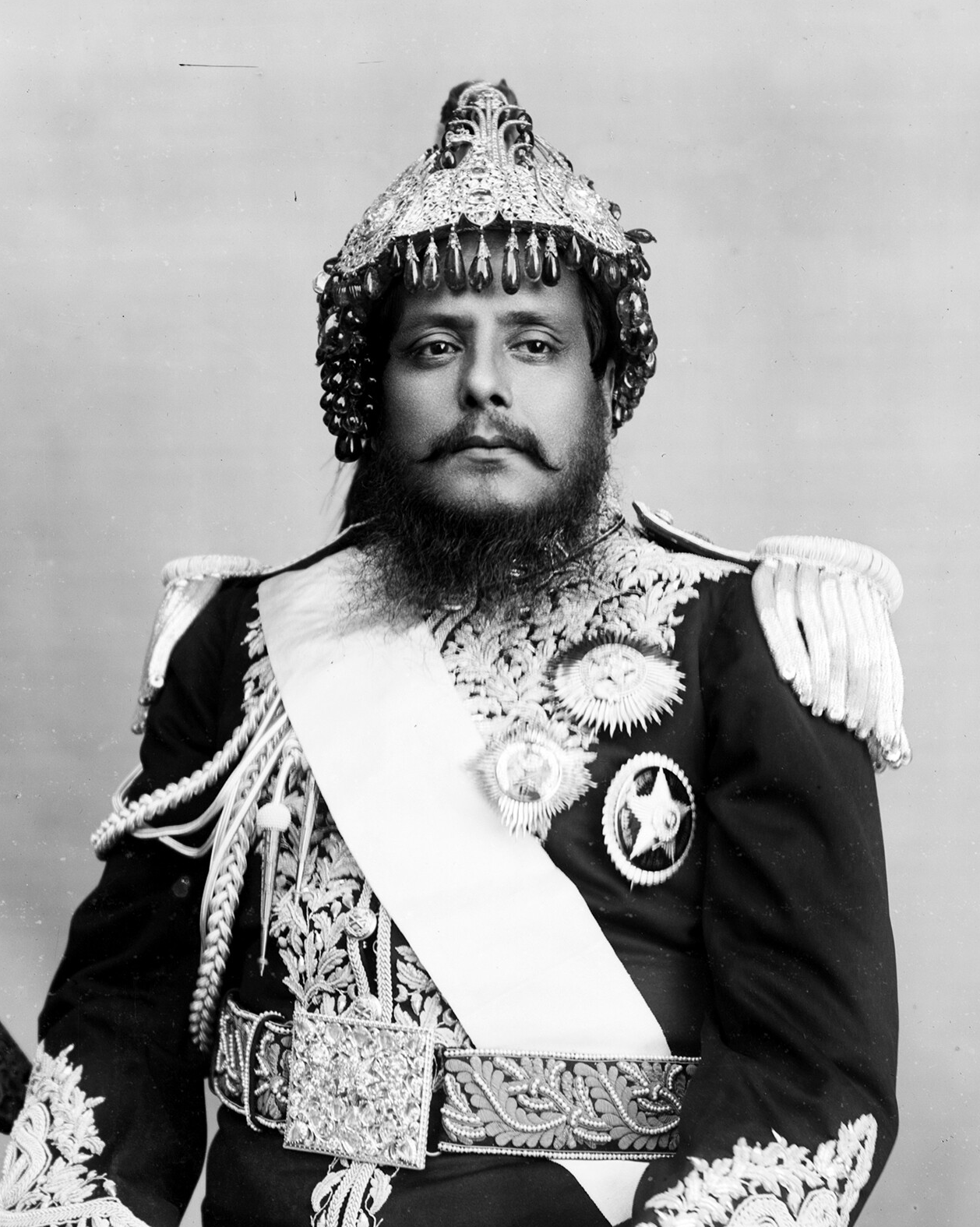
Bir Schamscher Jang Bahadur Rana

Bir Schamscher Jang Bahadur Rana (श्री ३ वीर शमशेर जङ्गबहादुर राणा; geboren als Narbir Jang am 10. Dezember 1852 in Kathmandu; gestorben am 5. März 1901 ebenda) war von 1885 bis 1901 Premierminister des Königreichs Gorkha (heutiges Nepal). Er war der dritte Premier aus der Rana-Dynastie. Unter seiner autoritären Herrschaft setzte Nepal den von seinen Vorgängern angestoßenen Modernisierungskurs fort.

## Leben
Narbir Jang war der älteste Sohn von Dhir Schamscher (1828–1884) mit dessen zweiter Ehefrau Thapathali Durbar, die Tochter des bedeutenden Gurkha-Kommandeurs Pahalman Singh Basnyat. Seine Mutter starb im Kindbett, weshalb Narbir Jang von Putali Maharani adoptiert und großgezogen wurde, eine der Ehefrauen von Premierminister Jang Bahadur Rana. Im Zuge seiner Adoption wurde ihm der neue Name Bir Schamscher gegeben. Der Vater, Dhir Schamscher, war der jüngste Bruder von Jang Bahadur Rana und übte erhebliche Macht am Hof von Gorkha aus. Bir Schamscher wuchs am Durbar (Hof) von Thapathali auf (heute ein Stadtteil von Kathmandu) und erhielt auch eine Ausbildung am Doveton College in Kalkutta.
1868 wurde ihm erstmals das Kommando über ein Regiment übergeben, und er erhielt verschiedene Titel, darunter den eines Gouverneurs über die Provinz Palpa Gauda, welchen er von 1871 bis 1877 trug. Nach dem Tod von Jang Bahadur Rana 1877 wurde Bir Schamscher für zwei Jahre in den Generalstab des Königreichs berufen, während Ranaudip Singh Premierminister wurde. Der Vater Dhir Schamscher wird allerdings als die eigentliche Graue Eminenz des damaligen Königreichs gesehen, und seine insgesamt 17 Söhne drängten auf einen offiziellen Machtwechsel, denn die Thronfolge für die Position des Premierministers setzte Bir Schamscher als den ältesten der Brüder bloß an die sechzehnte Stelle. Dhir Schamscher starb 1884. Ranaudip Singh schickte sich an, seine eigene Kontrolle über den Staatsapparat zu festigen, als die Söhne Dhir Schamschers ihren Onkel ermorden ließen und dann einen Staatsstreich ausführten. Treibende Kraft waren Khadga Schamscher, Bhim Schamscher und Dambar Schamscher. Auch einige weitere aussichtsreiche Thronanwärter wurden ermordet, darunter Jagat Jang Rana. Weitere Cousins fügten sich in den Arrest, da man sich noch gut an das Kot-Massaker von 1846 erinnern konnte. Auch der zehnjährige König Prithvi fügte sich dem Machtwechsel; die nachrangige Rolle des Königs in Gorkha wurde damit weiter zementiert. Die neue Thronfolgeregelung für den Premierminister wurde nun auf direkte Nachkommen von Dhir Schamscher eingeschränkt, wodurch Bir Schamscher als erster legitimiert wurde und noch am 22. November 1885 die Macht ergriff. Noch bis November 1945 regierten seither ausschließlich Söhne Dhir Schamschers, danach bis 1952 Enkel.

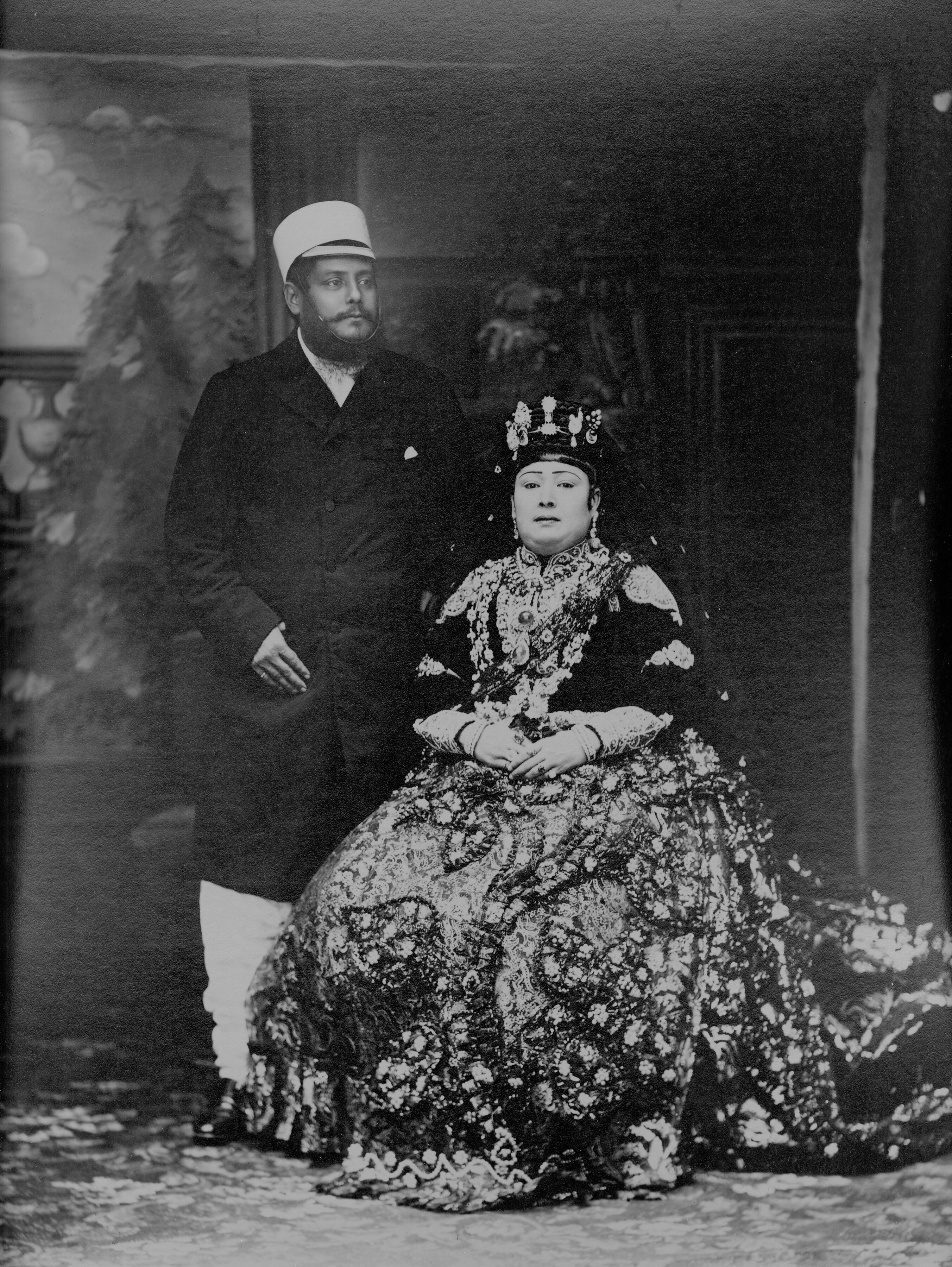
Bir Schamscher gegen Ende seiner Regierungszeit; hier mit seiner jüngsten Ehefrau

In Bir Schamschers Regierungszeit wurden Reformen weiter umgesetzt, die seit Jang Bahadur angestoßen worden waren. Dazu gehörte die Verlegung von Wasserleitungen in Kathmandu und Bhaktapur in den 1890er Jahren, die Gründung von Krankenhäusern und Bibliotheken, Verbesserungen im Straßenbau und die Lehre von Englisch als Fremdsprache in den Schulen. Bir Schamscher ordnete die Grundsteuern neu und reformierte die Verwaltungsstrukturen. Er setzte weiterhin die Politik fort, dass Gurkha-Truppen sich in Britisch-Indien als Eliteeinheit verdingten. Nach wie vor blieb Nepal gegenüber der Außenwelt weitgehend abgeschottet, da die Staatsführung zu Recht befürchten musste, dem Britischen Kaiserreich von Indien einverleibt zu werden, sobald die Geografie des Landes ausgekundschaftet würde.
Einigen hochrangigen Besuchern wurde allerdings das Privileg verliehen, nach Nepal zu reisen und mit dem Herrscher auf Jagd zu gehen, namentlich die europäischen Thronfolger Albert Victor aus Großbritannien und Erzherzog Franz Ferdinand aus Österreich. Auch der deutsche Reiseschriftsteller Kurt Boeck erhielt die Gelegenheit, als einer von wenigen Europäern nach Nepal zu reisen; er wurde allerdings bloß von Bir Schamschers progressiven Bruder Dev Schamscher empfangen, welcher auch später für wenige Monate der Nachfolger seines Bruders wurde.
Zu den zahlreichen Kindern von Bir Schamscher mit seinen ungefähr achtzehn Ehefrauen und Konkubinen gehörten elf Söhne, von denen allerdings keiner seine Nachfolge antrat
Er starb im Lal Durbar nahe Kathmandu.

## Ehrungen
- Knight Commander des Order of the Star of India (1897)